# Барвінок (рід)
Барві́нок, також моги́льниця (Vinca) — рід квіткових рослин родини барвінкових або кутрових (Apocynaceae), батьківщиною якого є Європа, Північна Африка і Передня Азія.

## Етимологія
Латинська назва vinca походить від ранішого pervinca, пов'язаного з дієсловом pervincire, vincīre — «оплітати», «обвивати», «обв'язувати».
Українське барвінок являє собою викривлену (запозичено через посередництво пол. barwinek) латинську назву pervinca. Форма з «і» (замість належного «и») в українській мові, очевидно, пов'язана впливом слова вінок.

## Загальний опис

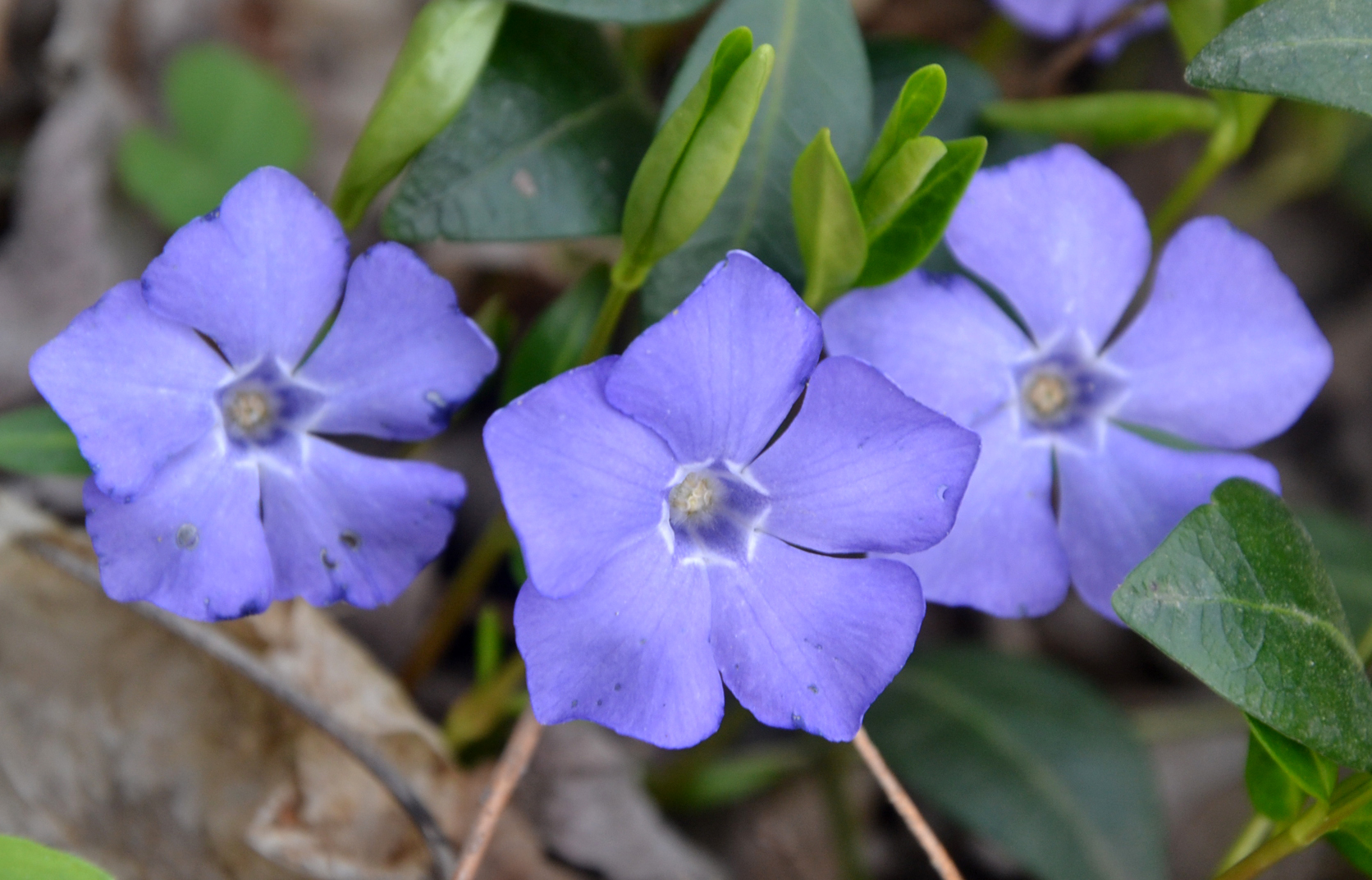

Напівкущі або трави з тонким витким стеблом 1-2 м завдовжки, піднімається над землею не більше ніж на 20-70 см. Стебло часто пускає корені в місцях, де воно торкається ґрунту, що допомагає рослинам займати велику територію. Листки супротивні, прості, широкі, ланцетоподібні або овальні 1-9 см завдовжки, 0,5-6 см завширшки. Чотири види роду вічнозелені, листя зберігає свій зелений колір навіть узимку. Має довгастий трилисник.
Цвітіння відбувається більшу частину року. Навесні зацвітає синім цвітом, який нагадує вогник. Квітки прості 2,5-7 см завширшки, з 5 зазвичай синіми (рідко білими) пелюстками, з'єднаними біля основи в трубку. Плід складається з кількох стручків.

## Розведення і застосування
Два види — барвінок малий (Vinca minor) та барвінок великий (Vinca major) — популярні декоративні садові рослини. У барвінка великого ширші листки з волосистими краями та більшими квітками; менш морозостійкий. У США та Австралії обидва види вважають бур'янами, стійкі до звичайних гербіцидів. За спостереженнями екологів, барвінок слід занести до Червоної книги України як рослину, яка перебуває на межі зникнення в межах території країни.

### Застосування в медицині
Барвінок раніше застосовували в гомеопатії для лікування кашлю та диспепсії, але через алкалоїди вінкамін, ізовінкамін та вінкамідін зараз використовується рідко. Також містить таніни. Усі частини барвінку можуть викликати розлад шлунка.
З барвінку виробляють лікарські засоби вінкрістин та вінбластин.

## Барвінок в українському фольклорі

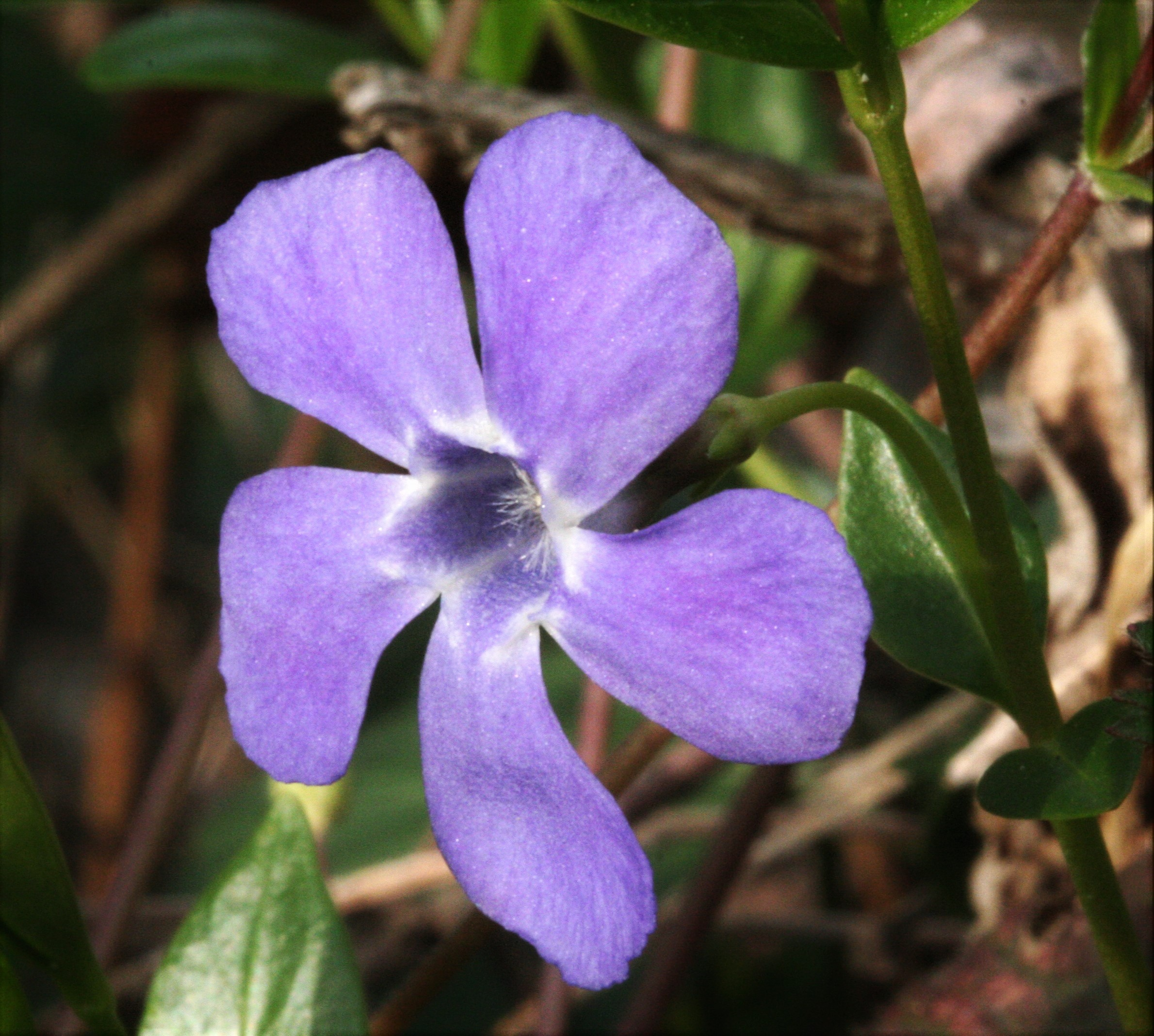
Синій цвіт барвінку

Барвінок — символ радісної життєвої сили, вічності усталеного буття, провісника весни та емблема викривальних сил; невмирущої пам'яті про покійних; взаємозв'язку смерті і життя та його продовження, дівоцтва, незайманості, цнотливості, чоловічого начала, молодого козака.
За українськими народними уявленнями, барвінок символізує трійцю: дитинство, зрілий вік, старість; батька, матір, дитя; весну, літо, осінь; вічне нев'януче кохання, нестаріюче життя, пам'ять, а тому з барвінком українці віками сплітали весільні вінки, робили косиці, плели вінки й на могили, що символізувало вічну пам'ять, барвінок садили й садять на могилах.
Збирання барвінку перед весіллям, коли з нього плели вінки-силимени (долю) на стіну, сволок чи стелю, на голову княгині — молодій, — було цілим ритуалом. Дружки з дівчатами йшли в городець, де спеціально садили барвінок чи в сад, парк або до лісу, особливо грабово-букового, де були барвінкові місця, зістригали листя, співаючи пісні-ладканки й балади.
На Коломийщині записано легенди про те, що барвінок прополюють і доглядають красні діви (лісні), щоби він розкішно ріс і цвів. Ним обсаджували кринички-джерела, його садили в криницях поміж каміння, ним прикрашали посуд на Водохреща.
Поширеною є легенда про наречених, які брали шлюб у церкві, а в цей час налетіли татари і намагалися захопити молоду, аби продати її на невільничому базарі. За легендою, в сутичці гинуть гості, наречений, а дівчина у вінку тікає до лісу. Її наздоганяє татарин, ловить за стрічки, вінок падає, а разом з ним і дівоча голова, яка стає криничкою, а вінок довкола проростає барвінком. Такі кринички часто трапляються на Прикарпатті, хоч легенда майже не має нічого спільного з татарами. Татари-мусульмани сприймалися як «погана віра», так само як і дохристиянську віру українців називали «поганською». Тому й міф перенісся на новітні часи, а колись ці легенди пов'язувалися з виникненням священних джерел і тройзілля.

### Пісні про барвінок на Коломийщині
Різна в етнографічно-фольклорному плані Коломийщина має свої весільні пісні про барвінок, по-різному використовує його у весільних звичаях.
У селах Запруття, ближчих до Гуцульщини (Сопів, Вербіжі, Ключеви, Княждвір, Печеніжин, Марківка, Молодятин, Рунґури, Слобода, Воскресинці, Корнич, Пилипи, Кропивище та ін.) на весіллях співають так звані «барвінкові» чи «бервінковіє», в яких обов'язковим є початковий рядок «Лежьили берви бервінковії» або «Ба й лежі берви бервінковіє». Ці «бервінкові» бувають кількох мелодій і віршованих розмірів. Краєзнавець Савчук Микола записав у Великому Ключеві упродовж 1975—1996 рр. майже 50 «бервінкових».
Під час весільних обрядів Барвінок кладуть у склянку чи миску з свяченою водою перед тим, як вплітають його у вінок молодій (с. Воскресинці, Корнич та інші), у Семаківцях молода несе барвінок до молодого.
Про барвінок на весіллях співають багато пісень:
Ой із-за гори та високої
Ясне сонічко сходит,
А з-за другої та ше вищої
Три браччики віході.
Перший іде — бирвінок несе,
Бирвінок у вінок,
А другий іде — шовчечок несе,
Шовчечок на віночок.
А третий іде — чисничок несе,
Чисничок на віночок. (село Товмачик, 1990-ті)
Ой з-за гороньки, з-за високої
Три зірниченьки зійшли — 2 р.
А до (Марійки) молоденької
Три сестриченьки прийшли — 2 р.
Ой перша сестра барвінок несла,
Та й барвінок на вінок — 2 р.
А друга сестра медочок несла,
Помастити віночок — 2 р.
А трета сестра позлітку несла,
Золотити віночок. —2 р.
(с. Черемхів, 1990-ті)
Зарінком, свашечки, зарінком
Та й за хрещатим бирвінком.
…….
Коби наші Марієчка добре серце мала,
Вна би своєму молодому бирвіночку дала.
(с. Тростянка, 1990-ті)
На Коломийщині існує повір'я, що якщо хтось зірве барвінок до свічки на похорон, то барвінок може пропасти.